# Alfaiates
Alfaiates est une commune portugaise du canton de Sabugal de 331 habitants (2011), situé à 7,5 km de l’Espagne, à 18 km de Sabugal, à 30 km de Vilar Formoso et à 50 km de Guarda.
Alfaiates accéda au statut de ville et fut le siège du canton entre 1297 et 1836. Elle passa sous souveraineté portugaise avec le traité d'Alcanizes en 1297. Le canton  comprenait les communes d'Aldeia da Ponte, Alfaiates, Forcalhos et Rebolosa . En 1801, elle comptait 1945 habitants. Après son déclin, les communes du canton d'Alfaiates furent intégrées à Sabugal et Vilar Maior, cette dernière ayant aujourd'hui disparu en tant que canton.

## Démographie
| População da freguesia de Alfaiates | População da freguesia de Alfaiates | População da freguesia de Alfaiates | População da freguesia de Alfaiates | População da freguesia de Alfaiates | População da freguesia de Alfaiates | População da freguesia de Alfaiates | População da freguesia de Alfaiates | População da freguesia de Alfaiates | População da freguesia de Alfaiates | População da freguesia de Alfaiates | População da freguesia de Alfaiates | População da freguesia de Alfaiates | População da freguesia de Alfaiates | População da freguesia de Alfaiates |
| ----------------------------------- | ----------------------------------- | ----------------------------------- | ----------------------------------- | ----------------------------------- | ----------------------------------- | ----------------------------------- | ----------------------------------- | ----------------------------------- | ----------------------------------- | ----------------------------------- | ----------------------------------- | ----------------------------------- | ----------------------------------- | ----------------------------------- |
| 1864                                | 1878                                | 1890                                | 1900                                | 1911                                | 1920                                | 1930                                | 1940                                | 1950                                | 1960                                | 1970                                | 1981                                | 1991                                | 2001                                | 2011                                |
| 1 012                               | 1 189                               | 1 258                               | 1 370                               | 1 429                               | 1 368                               | 1 426                               | 1 792                               | 1 754                               | 1 543                               | 685                                 | 519                                 | 499                                 | 419                                 | 331                                 |

## Histoire
Vers 1209, le roi de Léon Don Afonso IX de Leão accorda son autonomie à Alfaiates.
Le moment de gloire d'Alfaiates remonte à 1327, année où l'Infante Maria, fille de Dom Afonso IV épousa le roi D. Afonso XI de Castille, dans l'église de Sao Sebastião, célébrant trois décennies de paix entre les royaumes, à la suite du traité d'Alcanices.
En l'an 1515, le roi Dom Manuel I donna son indépendance à Alfaiates  qui jouit alors d'une longue période de prospérité. Mais, au fil des siècles, Alfaiates perdit son importance stratégique.

## Patrimoine

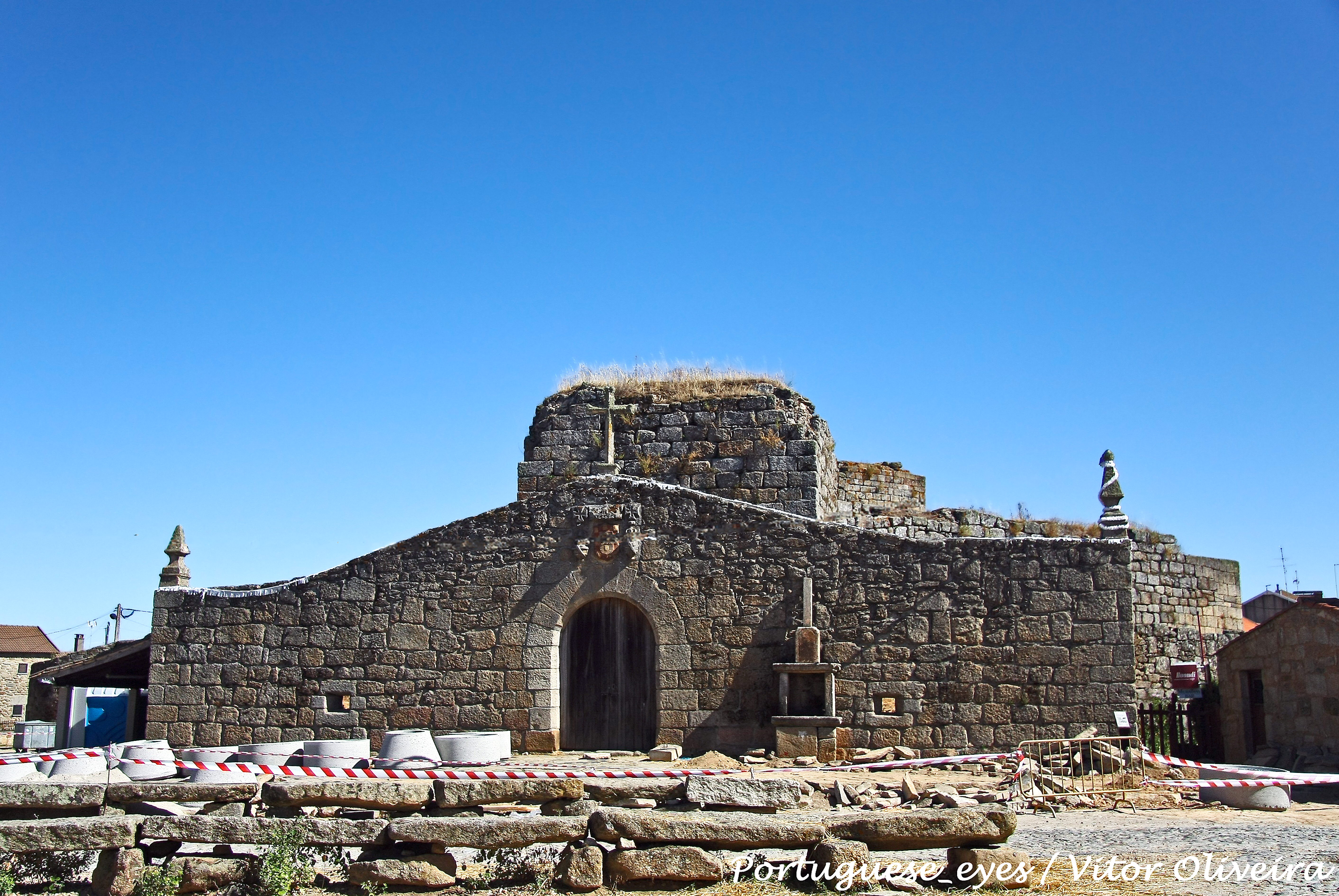
Le château d'Alfaiates.

Aux ruines du château d'Alfaiates et de l'enceinte fortifiée  ,, s'ajoute plusieurs vestiges d'une histoire qui se confond avec la formation du royaume. C'est aujourd'hui un village qui conserve ses coutumes et traditions, dont la plus emblématique est la capeia arraiana (une course de taureaux dans laquelle l'animal est confronté à 20 ou 30 hommes célibataires, qui soutiennent leurs attaques avec une immense fourche de bois appelée forcão).
- Château d'Alfaiates (en restauration, non accessible en 2021)
- Couvent de Sacaparte (à 2,5 km à l’est sur la route d’Aldeia da Ponte)
- Chapelle de la Santa Casa da Misericórdia d'Alfaiates ou église de la Misericórdia d'Alfaiates
- Pilori
- Croix de Sacaparte

## Fêtes, pèlerinages, marchés et Capeias arraianas
- Célébrations des saints populaires, en juin
- Fête de Notre-Dame de Sacaparte : lundi de Pentecôte
- Fête du Saint-Esprit : 15 août
- Pèlerinage de Nossa Senhora da Póvoa : 15 août
- Marché : deuxième jeudi du mois
- Capeia Arraiana de Pâques : dimanche de Pâques
- Capeia arraiana d'Été : 17 août

## Équipement
- Centre culturel
- École Maternelle
- Terrain de football
- Salle des fêtes

## Associations
- Centre culturel et récréatif
- Association de chasse et pêche
- Espace multimédia